# Lake Tepondinna
Lake Tepondinna är en sjö i Australien. Den ligger i delstaten South Australia, omkring 740 kilometer norr om delstatshuvudstaden Adelaide. Lake Tepondinna ligger 7 meter över havet. Arean är 2,2 kvadratkilometer. Den sträcker sig 6,1 kilometer i nord-sydlig riktning, och 0,8 kilometer i öst-västlig riktning.
Omgivningarna runt Lake Tepondinna är i huvudsak ett öppet busklandskap. Trakten runt Lake Tepondinna är nära nog obefolkad, med mindre än två invånare per kvadratkilometer. Genomsnittlig årsnederbörd är 173 millimeter. Den regnigaste månaden är mars, med i genomsnitt 42 mm nederbörd, och den torraste är oktober, med 1 mm nederbörd.